# Турткуль (Андижанская область)
Турткуль (узб. Toʻrtkoʻl / Тўрткўл) — посёлок городского типа, расположенный на территории Избасканского района Андижанской области Республики Узбекистан.

Статус посёлка городского типа с 2009 года.